# Турійка
Турійка — річка в Україні, у Лугинському районі Житомирської області. Ліва притока Жерева (басейн Прип'яті).

## Опис
Довжина річки приблизно 6,1 км.

## Розташування
Бере початок на північному сході від Крупчатки. Тече переважно на південний схід і на північному сході від Бовсунів впадає у річку Жерев, ліву притоку Ужа.